# Мартин, Джеймс (священник)
Джеймс Дж. Мартин, SJ (англ. James J. Martin; род. 29 декабря 1960), также известный как Джим Мартин — американский иезуитский священник, писатель и редактор-консультант иезуитского журнала America. В 2017 году папа Франциск назначил Мартина консультантом ватиканского Секретариата по делам коммуникаций. Некоторые богословские взгляды Мартина, особенно касательно гомосексуальности, вызвали в Католической церкви острую полемику.

## Образование и карьера
Мартин вырос в Плимут-Митинге, штат Пенсильвания, США. Там учился в средней школе Плимут-Уайтмарш. В 1982 году окончил Уортонскую школу бизнеса Пенсильванского университета и в течение шести лет работал в сфере корпоративных финансов в General Electric.
Будучи недовольным миром корпоративных финансов, он стал более глубоко вовлеченным в Католическую церковь и 1988 году решил вступить в Общество Иисуса (более широко известное как иезуиты). Во время учёбы на священника-иезуита, Мартин получил степень магистра философии в Университете Лойолы в Чикаго в 1994 году, степень магистра богословия (M.Div.) Уэстонской иезуитской школы теологии в 1998 году, а также степень магистра богословия (Th.M.) Вестонской школы в 1999 году. Он был рукоположён в католические священники в 1999 году.
В дополнение к своей работе в журнале America, Мартин написал или отредактировал более 10 книг, многие из которых касаются его собственного опыта. Он часто комментировал для CNN, NPR, Fox News Channel, журнала Time, The Huffington Post , и других новостных изданий, а также написал несколько статей и публиковал блог для New York Times.

## Театр
Мартин является членом театральной труппы LAByrinth. Его участие в постановке 2005 года ««Последние дни Иуды Искариота»», написанной Стивеном Адли Гиргисом с режиссурой Филиппа Сеймура Хоффмана и участием актёров Сэма Роквелла, Джона Ортиса, Эрика Богосяна и Кэлли Торн, является темой книги Мартина «Иезуит вне Бродвея: центральная сцена с Иисусом, Иудой и важными вопросами жизни» (Loyola Press, 2007). Publishers Weekly дало на книгу положительную рецензию.

## Отчёт Кольбера —появления на телевидении
13 сентября 2007 года Мартин появился в Comedy Central в «Отчёт Колбера», чтобы обсудить продолжавшееся у матери Терезы на протяжении 50-лет чувство забытости (покинутости) Богом, которое в то время широко освещалось в средствах массовой информации. Мартин несколько раз появлялся в отчёте Колберта, один раз, чтобы обсудить визит Папы Бенедикта XVI в США в апреле 2008 года и снова 23 февраля 2009 года, чтобы обсудить, как бедность (или, по крайней мере, уменьшение той важности, которую придают материальным благам) может приблизить человека к Богу.
18 марта 2010 года Мартин был приглашен на программу после того, как Гленн Бек предположил, что католики убегают от священников, которые проповедуют «социальную справедливость». Мартин отметил, что «социальная справедливость — это работать с тем, что делает людей бедными» и «спрашивать, почему эти люди бедны». Он добавил, что «Христос попросил нас работать с бедными… В Евангелии от Матфея Он говорит, что то, как нас будут судить в конце нашей жизни, — это не то, в какой церкви мы молились или как мы молились, а на самом деле… как мы относились к бедным». 10 августа 2011 года Мартин появился в Отчёте Колберта, чтобы обсудить «рейтинг одобрения» у Бога и прорекламировать свою книгу «Руководство иезуитов (почти) про всё: духовность для реальной жизни». 9 ноября 2011 года он снова появился, чтобы прорекламировать свою книгу на тему юмора и религии — Mежду небом и радостью. 11 февраля 2013 года появился на шоу, чтобы обсудить отставку папы Бенедикта XVI. 24 сентября 2013 года он был на шоу, говоря об интервью, в котором папа Франциск сказал, что любовь, сострадание и милосердие важнее правил (в контексте, когда папа Франциск омывает ноги преступникам, желает более важной роли для женщин, говоря, что атеисты могут быть искуплены, не судя геев и лесбиянок, и что мы не можем служить деньгам и Богу одновременно), и объявляя группу Metallica 7 января 2014 года он появился, чтобы обсудить проблему неравенства в доходах и акцент Папы на экономической справедливости и важности заботы о бедных.

## Критика антикатолицизма в СМИ
Мартин писал об антикатолицизме в индустрии развлечений. Он утверждал, что, несмотря на непреодолимое увлечение Католической церковью, индустрия развлечений также придерживается того, что он счёл очевидным презрением к Католической церкви. Он предположил: «Это как если бы продюсеры, режиссёры, драматурги и режиссёры чувствовали себя обязанными утверждать свои интеллектуальную порядочность с помощью громогласного дистанцирования с институтом, который держит их в таком плену».

## Награды
Книга Мартина «Моя жизнь со святыми» (My Life with the Saints) (2006) выиграла в 2007 году Премию Святого Христофора.
В мае 2007 года получил степень почётного доктора богословия от Вагнеровского колледжа в Статен-Айленд (Нью-Йорк).
В мае 2012 года Мартин выступил со вступительной речью в Университете Святого Иосифа в Филадельфии, Университете Сент-Луиса в Сент-Луисе и Университете Иммакулата в Иммакулате, Пенсильвания. Он также получил почётную степень в каждой из богословских школ..
В мае 2014 года Мартин выступил со вступительной речью в Университете Маркетта в Милуоки, штат Висконсин, где также получил почётную степень.
В ноябре 2015 года Мартин был удостоен звания почётного доктора богословия в Реджис-колледже, иезуитском богословском колледже при Школе теологии Торонто.

## Публикации

### Автор
- Это наше изгнание: духовное путешествие с беженцами из Восточной Африки (Orbis Books, 1999), в котором рассказывается об опыте Мартина в начале 1990-х годов, когда он работал со Службой иезуитов для беженцев[англ.] в Найроби, Кения, и помощи восточноафриканским беженцам начать малый бизнес.
- В хорошей компании: быстрый путь от корпоративного мира к бедности, целомудрию и послушанию (Sheed & Ward, 2000), что является историей призыва Мартина к священству и первых дней его иезуитского призвания.
- В поисках Бога в Ground Zero (Sheed & Ward, 2002), в котором содержатся размышления Мартина о Боге, зле, любви и надежде, когда он служил спасателям в Ground Zero в дни после террористических атак 11 сентября 2001 года .
- Стать тем, кто вы есть: понимание истинного Я от Томаса Мертона и других святых (Paulist Press, 2006) рассказывает о влиянии писаний католических духовных писателей Томаса Мертона и Анри Нувена[англ.] на жизнь Мартина.
- Моя жизнь со святыми (Loyola Press., 2006), мемуары Мартина, рассказывающие о жизни некоторых католических святых и других святых мужчин и женщин и о том, как они касались и руководили его жизнью.
- Дневник Лурда: Семь дней в Гроте Массабиель (Loyola Press, 2006), рассказ о паломничестве в Лурд.
- Иезуитский Офф-Бродвей: центральная сцена с Иисусом, Иудой и важными вопросами жизни (Loyola Press, 2007).
- Руководство иезуита по (почти) всему: духовность для реальной жизни (Harper One, 2010), Мартин объясняет, как основатель иезуита св. Игнатий Лойолский помогает людям с практической духовностью.
- Между раем и весельем: почему радость, юмор и смех в основе духовной жизни (HarperOne 2011) рассматривает связь и отношения между юмором, радостью и верой.
- Иисус: паломничество (HarperOne, 2014): Мартин описывает свои личные путешествия по Святой Земле, излагает отрывки из Библии, связанные с местами, которые он посетил во время своих путешествий, и связывает эти отрывки с текущей жизнью.
- Семь последних слов: приглашение к более глубокой дружбе с Иисусом (HarperOne, 2016) Предлагает портрет Иисуса, используя его последние слова на кресте, чтобы показать, насколько глубоко он понимал наши трудности, что значит быть полностью человеком и почему мы можем полностью обратиться к Христу в разуме, сердце и душе.
- Аббатство: история открытий (HarperOne, 2016) Роман о том, как Бог действует в нашей жизни. Главные герои открывают для себя силу Бога, которая приносит исцеление и целостность в нашу жизнь.
- Построение моста: как Католическая церковь и ЛГБТ-сообщество могут войти в отношения уважения, сострадания и чувствительности (HarperOne, 2017).

### Редактор
- Как я могу найти Бога? Знаменитые и не очень известные Рассмотрим наиболее существенный вопрос (Триумф Книги, 1997).
- Профессии веры: жить и работать как католик (с Джереми Лэнгфордом) (Sheed & Ward, 2002).
- Пробуди мою душу: современные католики на традиционных обрядах (Loyola Press, 2004).
- Празднование доброй литургии: руководство для служений массовой информации (Loyola Press, 2005).